# Calhoun (Missouri)
Pour les articles homonymes, voir Calhoun.
Calhoun est une ville du comté de Henry, dans le Missouri, aux États-Unis,. Située au nord-est du comté, elle est incorporée en 1870. La ville est fondée en 1837 et baptisée en référence à John Caldwell Calhoun, 7e vice-président des États-Unis.

## Démographie
Lors du recensement de 2010, la ville comptait une population de 469 habitants. Elle est estimée, en 2016, à 447 habitants.

### Source de la traduction
- (en) Cet article est partiellement ou en totalité issu de l’article de Wikipédia en anglais intitulé « Calhoun, Missouri » (voir la liste des auteurs).